# Arctia angustesignata
Arctia angustesignata är en fjärilsart som beskrevs av Arnold Spuler 1906. Arctia angustesignata ingår i släktet Arctia och familjen björnspinnare. Inga underarter finns listade i Catalogue of Life.